# Selset Reservoir
Selset Reservoir är en reservoar i Storbritannien.   Den ligger i kommunen Durham i riksdelen England, i den centrala delen av landet, 400 km norr om huvudstaden London. Selset Reservoir ligger 316 meter över havet.